# 遇衍滨
遇衍滨（1929年—2011年5月10日），男，山东龙口人，中华人民共和国政治人物。曾任中国青年出版社总编辑。新中国60年百名优秀出版人物。